# Vesey Hamilton Island
Vesey Hamilton Island är en ö i Kanada.   Den ligger i territoriet Nunavut, i den norra delen av landet, 3 800 km nordväst om huvudstaden Ottawa. Arean är 14,9 kvadratkilometer.
Terrängen på Vesey Hamilton Island är platt. Öns högsta punkt är 79 meter över havet. Den sträcker sig 4,8 kilometer i nord-sydlig riktning, och 6,1 kilometer i öst-västlig riktning.